# کوئینزرایک
کوئینزرایک (به انگلیسی: Queensrÿche) یک گروه هوی متال آمریکایی است. نام این گروه در ایران گاهی به اشتباه «کوئینزرایش» تلفظ شده‌است.
این گروه در سال ۱۹۸۱ در بلویو، واشینگتن بنانهاده شد و تا به امروز ۱۱ آلبوم استودیویی و چندین آلبوم چندآهنگه و دی‌وی‌دی منتشر کرده و به عنوان یک گروه پراگرسیو توانسته با فروش بالای ۲۰ میلیونی از آلبوم‌های خود در سرتاسر جهان که نزدیک ۶ میلیون آن در ایالات متحده است، به موفقیت‌هایی دست یابد.کوئینزرایک در سال ۱۹۸۸ و با انتشار آلبوم مفهومی عملیات: جنایت ذهن، نگاه‌های بین‌المللی را به خود معطوف کند که این آلبوم همواره به عنوان یکی از آلبوم‌های مفهومی برتر همهٔ دوره‌ها درنظرگرفته می‌شود.پس از آن کوئینزرایک در سال ۱۹۹۰ موفقیت بیشتری را با انتشار آلبوم امپراتوری که تک‌آهنگ پرطرفدار «Silent Lucidity» را دربر داشت،بدست آورد و گروه از این دو آلبوم خود؛ نامزد دریافت سه جایزه گرمی نیز شد.
نخستین اعضای کوئینزرایک دربردارندهٔ جف تیت (خواننده)،اسکات راکنفیلد (درام)، کریس دی‌گارمو (گیتار)، مایکل ویلتون (گیتار) و ادی جکسون به عنوان بیسنواز بود.در سال ۱۹۹۷ گیتارینواز و یکی از عمده ترانه‌سراهای گروه ،دی‌گارمو، به نابر دلایل شخصی از گروه جدا شد و پس از آن کلی گری،مایک استون و پارکر لاندگرن به جای او گیتار نواختند.
به دلیل درگیری‌های داخلی در گروه در سال ۲۰۱۲ که کار را به دادگاه نیز کشانید، گروه هم‌اکنون با دو ترکیب گوناگون فعالیت می‌کند و دادگاه تا نوامبر ۲۰۱۳ به دوطرف اجازهٔ استفاده از نام کوئینزرایک را داده و هر دو ترکیب نیز در حال ضبط آلبوم جدیدی هستند.

## تاریخچه

### سال‌های نخست ،اوایل دههٔ ۱۹۸۰
شکل‌گیری کوئینزرایک از اواخر دههٔ هفتاد میلادی آغاز شد،زمانی که مایکل ویلتون ،گیتارنواز گروه، به همراه دوستان دبیرستانی خود از گروه‌های گاراژی مانند جوکر در سال ۱۹۷۸ کار خود را شروع کردند.ویلتون در سال ۱۹۸۰ درام‌نواز ،اسکات راکنفیلد، را در محل Easy Street Records واقع در سیتل دیدار کرد و آن‌ها به همراه هم گروهی به نام کراس+فایر را به وجود آوردند و به بازخوانی ترانه‌هایی از گروه‌های پرطرفدار و شناخته‌شدهٔ متال در آن دوره مانند جوداس پریست و آیرن میدن پرداختند و در گاراژی که به والدین راکنفیلد تعلق داشت؛ به تمرین می‌پرداختند.طولی نکشید که ادی جکسون (بیس‌ نواز) و کریس دی‌گارمو نیز به کراس+فایر پیوستند و در آن زمان نام گروه نیز به The Mob تغییر پیدا کرد که تحت تأثیر آهنگ «The Mob Rules» از بلک سبث این تغییر صورت گرفت.به دلیل نداشتن یک خواننده ؛ جف تیت را به عنوان خواننده گروه به استخدام درآورند تا برایشان در یک جشنوارهٔ راک ناحیه‌ای به خواندن بپردازد، جف تیت در آن زمان عضو گروه دیگری به نام بابیلون نیز بود.پس از فروپاشی بابیلون، تیت چند نمایش دیگر را به همراه The Mob به اجرا درآورد، اما به دلیل آنکه علاقه‌ای به بازخوانی ترانه‌های هوی‌متال نداشت از آن‌ها جدا شد.در سال ۱۹۸۱ اعضای گروه سرمایه‌ای را جمع و جور کردند تا بتوانند یک ضبط دمو را انجام دهند.تیت نیز که با اعضای گروه دیگر خود myth ؛اختلافاتی داشت، به عنوان خواننده دوباره به گروه ملحق شد تا در بخش‌های مربوط به خواندن آن‌ها را یاری کند که حاصل آن ضبط چهار آهنگ بود.گروه این ضبط را به مدت یک سال به ناشرهای گوناگونی نشان دادند امنا همهٔ آن‌ها از بستن قرارداد با آن‌ها صرفنظر کردند، در نهایت با کیم و دیانا هریس ،صاحبان ایزی استریت رکوردز، یک قرارداد همکاری به ثبت رسانیدند.
به دلیل موجود نبودن نام «The Mob» مدیر گروه از آن‌ها خواست که نامِ دیگری برای گروه برگزینند، در نهایت گروه نام خود را به «Queensreich» تغییر داد که از یکی از نخستین آهنگ‌های خود به نام «Queen of the Reich» گرفته بودند و تغییر در چند حرف آن به این دلیل بود که نشان دهند گروه با نازیسم در ارتباط نیست.گروه به جای واژهٔ «reiche» از واژهٔ هم ریشه‌اش در انگلیسی میانه ،«ryche»، استفاده کرد که به آلمانی معنی امپراتوری را می‌دهد.نام گروه با دو نقطه بالای حرف «y» به صورت «Queensrÿche» نوشته می‌شود که به این فرم نوشتن به اصطلاح Metal umlaut گفته می‌شود، اعضای گروه معتقدند که یازده سال سعی کردند تا بگویند تلفظ درست نام گروه چگونه است.کیم هریس یک نوار دمو به همراه تصویری از اعضای گروه را به یک دوستی که در آن هنگام برای مجله کرانگ! می‌نوشت ارسال کرد که نتیجهٔ آن یک بررسی درخشان بود.در پی آن بررسی و زمانی که شایعه‌ها پیرامون آن‌ها در اروپا و ایالات متحده قدرت می‌گرفت ؛ هریس نوار دوموی کوئینزرایک را به عنوان یک ئی‌پی و به واسطهٔ یکی از ناشرهای وابسته به Independent با نام 206 Records در سال ۱۹۸۳ منتشر کرد.پس از اینکه این آلبوم کوچک نسبت به ناشری که آن را منتشر کرده بود فراتر از انتظار عمل کرد ؛ جف تیت پذیرفت که به صورت پایدار و به عنوان یک عضو در گروه باقی بماند و از Myth جدا شود.
در ۲۹ - ۳۰ ژوئن ۱۹۸۳، کوئینزرایک پیش از کنسرت گروه زبرا در سیتل به اجرا پرداخت.کیم هریس با Mavis Brodey ،مدیر ای‌اند ام از ئی‌ام‌آی رکوردز در آمریکا، آشنایی داشت و از او خواست که به یکی از نمایش‌های گروه بیاید و اجرای گروه را مشاهده کند که پس از آن برادی یک قرار داد ۱۵ ساله با گروه به امضا رسانید که براساس آن گروه می‌بایست ۷ آلبوم تولید می‌کرد.آلبوم کوئینزرایک توسط ئی‌ام‌آی رکوردز بازمنتشر شد که توانست تا جایگاه ۸۱ بیلبورد بالا بیاید. در این دوره گروه با کوایت رایت سرتاسر ایالت‌های جنوبی آمریکا،به همراه تویستد سیستر ساحل شرقی و کانادا را به تور رفت.همچنین در سیتل پیش از اجرای دیو به اجرا پرداخت.

### هشداروخشم برای نظم(۱۹۸۴-۱۹۸۷)
پس از برگزاری توری که برای حمایت از ئی‌پی خود برگزار کرده بودند، گروه به لندن سفر کرد تا نخستین آلبوم استودیویی خود را ضبط کند و با جیمز گاتری که پیشینه همکاری با گروه‌های جوداس پریست و پینک فلوید را داشت نیز در این میان همکاری کرد. آلبوم هشدار نسبته به کار قبلی آن‌ها؛ شامل عناصر بیشتری از موسیقی پراگرسیو بود و پس از انتشارش توانست تا جایگاه ۸۱ بیلبورد بالا بیاید، این در حالی بود که گروه برای این آلبوم تک‌آهنگی را منتشر نکرده بود. یکی از آهنگ‌های پرطرفدار این آلبوم در بیرون آمریکا به ویژه در ژاپن؛ آهنگ «Take Hold of the Flame» بود.
آلبوم بعد کوئینزرایک با عنوان خشم برای نظم در سال ۱۹۸۶ منتشر شد که صدای شسته و رُفته‌تری را از کوئینزرایک معرفی کرد، در حالی که آن‌ها توسط ناشر خود مجبور بودند به سمت و سوی کارهایی در سبک گلم متال و گلم راک حرکت کنند، هرچند این آلبوم گروه نسبت به کار قبلشان پراگرسیوتر و دارای ساختارهای موسیقی پیچیده‌تری بود و ساز کیبرد به اندازه گیتار نیز در آن خودنمایی می‌کرد. یک ترانه همنام این آلبوم به صورت دمو ضبط شده بود اما در آلبوم قرار نگرفت.

## آلبوم‌شناسی
- ۱۹۸۲ - Queensrÿche (ئی‌پی) (بازنشر در سال ۱۹۸۳)
- ۱۹۸۴ - The Warning
- ۱۹۸۶ - Rage for Order
- ۱۹۸۸ - Operation: Mindcrime
- ۱۹۹۰ - Empire
- ۱۹۹۴ - Promised Land
- ۱۹۹۷ - Hear in the Now Frontier
- ۱۹۹۹ - Q2K
- ۲۰۰۳ - Tribe
- ۲۰۰۶ - Operation: Mindcrime II
- ۲۰۰۷ - Take Cover
- ۲۰۰۹ - American Soldier
- ۲۰۱۱ - Dedicated to Chaos
- ۲۰۱۳ - Frequency Unknown (کوئینزرایک به همراه جف تیت)
- ۲۰۱۳ - Queensrÿche (کوئینزرایک به همراه تود لا توره)